# Gyönk
Gyönk est une ville et une commune du comitat de Tolna en Hongrie.